# هالدور لاکسنس
هالدور لاکسنِس (تلفظ ایسلندی: [Halldór Laxness]‏) نویسندهٔ ایسلندی قرن بیستم بود که در سال ۱۹۵۵ نوبل ادبیات به او اعطا شد. از لاکسنس نوشته‌های زیادی از قبیل: شعر، مقاله، روزنامه، نمایشنامه، سفرنامه، داستان کوتاه و رمان به جای مانده است. تأثیرات نویسندگانی همچون: آوگوست استریندبری، زیگموند فروید، سینکلر لوئیس، کنوت هامسون، برتولت برشت، آپتون سینکلر و ارنست همینگوی بر آثار لاکسنس به وضوح دیده می‌شود. او تنها ایسلندی است که برنده نوبل ادبیات شده است.

## بخشی از آثار
- مردم مستقل
- فرزندان طبیعت
- زیر کوه مقدس
- سلکا ولکا
- نور جهانی